# Babri Masjid
Babri Masjid (nghĩa là Thánh đường Hồi giáo Babur) nằm trên Đồi Ramkot thuộc thành phố Ayodhya, huyện Faizabad của bang Uttar Pradesh, Ấn Độ. Thánh đường bị phá hủy vào năm 1992 khi một cuộc tập hợp chính trị của các nhóm dân tộc chủ nghĩa Hindu phát triển thành bạo loạn liên quan đến 150.000 người, dù những người tổ chức cuộc tập hợp cam kết với Tòa án Tối cao Ấn Độ rằng thánh đường sẽ không bị thiệt hại. Gần 2.000 người thiệt mạng trong các cuộc bạo loạn sau đó tại nhiều thành phố lớn của Ấn Độ như Mumbai và Delhi.
Thánh đường được xây dựng vào năm 1527 theo lệnh từ Hoàng đế khai quốc của Mogul là Babur, và được đặt theo tên ông. Trước thập niên 1940, thánh đường cũng được gọi là Masjid-i-Janmasthan, nghĩa là "thánh đường sinh quán".
Thánh đường Babri nằm trong số các thánh đường lớn nhất tại bang Uttar Pradesh. Do người Hindu trình nhiều kiến nghị lên triều đình nên họ được quyền tiếp cận địa điểm.
Tranh luận chính trị, lịch sử và xã hội-tôn giáo về lịch sử và vị trí của Thánh đường Babri và liệu có phải một ngôi đền trước đây từng bị phá hủy hay di dời để xây thánh đường, được gọi là Tranh luận Ayodhya.

## Kiến trúc
Các quân chủ của Vương quốc Hồi giáo Delhi rồi Đế quốc Mogul là những người bảo trợ rất lớn cho nghệ thuật và kiến trúc và cho xây dựng nhiều lăng mộ, thánh đường và madrasa (trường học) đẹp. Chúng có một phong cách đặc biệt, mang ảnh hưởng của kiến trúc 'hậu Tughlaq'. Các thánh đường trên khắp Ấn Độ được xây dựng theo các phong cách khác nhau; các phong cách thanh lịch nhất được phát triển trong các khu vực có truyền thống nghệ thuật bản địa mạnh mẽ và các thợ thủ công địa phương có kỹ năng tốt. Do đó phong cách thánh đường khu vực phát sinh từ phong cách các đền và nhà ở tại địa phương, phù hợp với điều kiện khí hậu, địa hình, vật liệu và do đó khác biệt rất lớn giữa các thánh đường của Bengal, Kashmir và Gujarat. Thánh đường Babri theo phong cách kiến trúc Jaunpur. Kiến trúc thánh đường hoàn toàn là một bản sao của các thánh đường thời Vương quốc Delhi. Babri là một thánh đường quan trọng với phong cách riêng biệt, duy trì chủ yếu trong kiến trúc, phát triển sau khi Vương quốc Delhi cho lập Thánh đường Babari tại ngoại ô phía nam của thành Gaur, và Thánh đường Jamali Kamili do Sher Shah Suri xây dựng. Đây là điềm báo của phong cách Hồi giáo Ấn được Akbar chấp thuận.
Theo lời Graham Pickford, kiến trúc sư của Toàn quyền Ấn Độ William Bentinck (nhiệm kỳ 1828–1833), thì "một lời nói thầm từ Babri Masjid Mihrab có thể được nghe thấy rõ ở đầu kia, cách 200 feet (60 m) qua chiều dài và chiều rộng của đại sảnh". Độ vang âm của thánh đường được ông đề cập trong sách 'Historic Structures of Oudhe', theo đó "đối với một công trình từ thế kỷ 16 triển khai và bảo vệ tiếng nói từ bục giảng kinh là một tiến bộ đáng kể, triển khai âm thanh độc đáo trong cấu trúc này sẽ khiến du khách ngạc nhiên". Các kiến trúc sư hiện đại quy đặc tính hấp dẫn thính giác này cho một hốc lớn trong tường của Mihrab và một số hốc trong các tường xung quanh vốn có chức năng để cộng hưởng; thiết kế này giúp mọi người nghe được lời tại Mihrab. Sa thạch sử dụng trong xây dựng Thánh đường Babri cũng có đặc tính cộng hưởng, góp phần vào độ vang âm độc đáo tại đây.
Phong cách Tughluquid của Thánh đường Babri tích hợp các thành phần thiết kế và kỹ thuật, chẳng hạn các hệ thống làm mát được cải trang như các yếu tố kiến trúc Hồi giáo, như vòm. Trong Babri Masjid, một hệ thống kiểm soát môi trường thụ động gồm trần cao, khung vòm, và sáu cửa sổ lưới lớn sắt lớn. Hệ thống giúp duy trì mát mẻ bên trong và cho tiếp cận thông gió tự nhiên cũng như ánh sáng ban ngày.

## Lịch sử

### Mô tả của người Ấn Độ giáo
Hoàng đế Babur là một người Hồi giáo, ông thiết lập quyền uy của mình đối với toàn bộ miền bắc Ấn Độ khi chinh phục Vương quốc Mewar của người Rajput và Quốc vương Ấn Độ giáo Chittodgad, Rana Sangrama Singh, trong trận Khanwa. Sau chiến thắng này, tướng quân của ông ta là Mir Baqi trở thành thống đốc khu vực xung quanh Awadh.
Mir Baqshi cho xây dựng Babri Masjid tại Ayodhya và đặt tên nó theo hiệu của Hoàng đế Babur, sau khi tàn phá một ngôi đền tồn tại từ trước thờ thần Rama tại đây. Dù không có đề cập nào đến thánh đường mới trong nhật ký của Babur mang tên Baburnama, song các trang về giai đoạn tương thích biến mất trong nhật ký. Văn kiện Tarikh-i-Babari vào đương thời viết rằng binh sĩ của Babur "tàn phá nhiều đền Ấn Độ giáo tại Chanderi."
Theo phán quyết, 265 câu khắc phát hiện vào ngày 6 tháng 12 năm 1992 sau khi cấu trúc tranh chấp bị phá hủy, cùng các tàn tích kiến trúc khác, không có chỗ cho nghi ngờ rằng các câu khắc bằng chữ Devnagri có niên đại từ thế kỷ 11 và 12. Toàn bộ ba thẩm phán chấp thuận rằng bên dưới thánh đường là nền một đền thờ Ấn Độ giáo. Hai thẩm phán chấp thuận cụ thể rằng đền bị phá bỏ.

### Mô tả của tín đồ Jain
Theo Jain Samata Vahini, một tổ chức xã hội của tín đồ Jaina giáo, "cấu trúc duy nhất có thể phát hiện trong khi khai quật là một đền thời Jaina thế kỷ 16". Tổng thư ký của tổ chức là Sohan Mehta tuyên bố rằng cấu trúc tranh chấp bị phá hủy thực thế được xây dựng trên tàn dư của một đền thờ Jaina cổ, và rằng có thể chứng minh chúng theo khai quật của ASI, theo lệnh của Tòa án tối cao Allahabad để giải quyết tranh chấp Babri Masjid-Ramjanmabhoomi.
Mehta trích dẫn câu chữ của các thầy tu Jaina trong thế kỷ 18 viết rằng Ayodhya là địa điểm mà năm tirthankar (pháp sư) Jaina là Rishabhdeo, Ajitnath, Abhinandannath, Sumatinath và Anantnath đã ở. Thành phố cổ đại nằm trong số năm trung tâm lớn nhất của Jaina giáo và Phật giáo trước năm 1527.

### Mô tả của tín đồ Hồi giáo
Một số người Hồi giáo và phi Hồi giáo tuyên bố rằng không có ghi chép lịch sử thể hiện bất kỳ cuộc phá hủy nào, hay thậm chí là sự tồn tại của một đền Ấn Độ giáo tại địa điểm mà Mir Baqi cho dựng Masjid vào năm 1528. Khi các tượng thần Ram được cho là đặt bất hợp pháp trong Thánh đường vào ngày 23 tháng 12 năm 1949, Thủ tướng Jawaharlal Nehru viết thư cho thủ hiến của Uttar Pradesh là G. B. Pant yêu cầu loại bỏ chúng do "là một tiền lệ nguy hiểm." Quản trị trị viên địa phương là Phó ủy viên Faizabad K. K. Nayar bác bỏ lo ngại của Nehru, ông ta thừa nhận việc đặt tượng là bất hợp pháp song từ chối loại bỏ chúng. Năm 2010, tòa án tối cao phán quyết rằng trao hai phần ba diện tích cho đền thờ Ấn Độ giáo, hàng nghìn trang của bản phán quyết trích dẫn từ kinh của Ấn Độ giáo.
Người Hồi giáo và các nhà phê bình khác bất mãn khi các báo cáo khảo cổ có động cơ chính trị dựa trên các nhóm Ấn Độ giáo như Rashtriya Swayamsevak Sangh (RSS), Vishwa Hindu Parishad (VHP) và Hindu Munnani để đưa yêu sách với địa điểm Babri Masjid. Quỹ Tín thác kỷ niệm Safdar Hashmi cho rằng bằng chứng nhất định từ Cơ quan Nghiên cứu Khảo cổ học Ấn Độ (ASI) loại trừ khả năng từng có một đền thờ Ấn Độ giáo thay vì cung cấp bằng chứng cho thấy có một đền đang tồn tại trước khi thánh đường được xây dựng.

### Mô tả của người Anh
"Sau khi Babar giành được một địa vị vững chắc tại Hindustan theo thắng lợi tại Panipat vào năm 1526 và tiến đến Agra, gia tộc người Afghan chiến bại là Lodhi vẫn chiếm đóng Trung Doab, Oudh, và các huyện phía đông của United Provinces hiện nay. Năm 1527, trong khi trở về từ Trung Ấn, Babar đả bại các địch thủ của mình tại Nam Oudh gần Kanauj, và qua tỉnh xa đến Ayodhya nơi mà ông cho xây dựng một thánh đường vào năm 1528, trên một địa điểm nổi tiếng vì là sinh quán của Rama. Người Afghan duy trì thế đối lập sau khi Babar từ trần vào năm 1530, song bị thất bại gần Lucknow trong năm sau."

### Xung đột về địa điểm
Sự kiện bạo lực đầu tiên được ghi lại về vấn đề giữa các tín đồ Ấn Độ giáo và Hồi giáo trong thời hiện đại diễn ra vào năm 1853, trong thời gian trị vì của Nawab Wajid Ali Shah của Awadh. Một giáo phái Ấn Độ giáo mang tên Nirmohi yêu sách đối với cấu trúc, dám chắc rằng thánh đường nằm trên địa điểm có một ngôi đền bị phá hủy trong thời Babar. Bạo lực bùng phát liên miên xung quanh vấn đề trong hai năm sau đó và chính quyền dân sự can thiệp, từ chối cho phép xây dựng một đền thờ hoặc sử dụng nó làm một địa điểm thờ phụng.
Theo Công báo huyện Faizabad 1905, "cho đến đương thời (1855), cả người Ấn Độ giáo và Hồi giáo thờ cúng trong cùng công trình. Tuy nhiên kể từ Binh biến (1857), một hàng rào vòng ngoài được lập tại mặt trước của Masjid và người Ấn Độ giáo bị cấm tiếp cận sân trong, tiến hành cúng tế trên một bục (chabootra) mà họ dựng bên ngoài."
Các nỗ lực trong năm 1883 nhằm xây dựng một đề thờ trên chabootra này bị Phó Uỷ viên cho dừng lại, ông ban hành lệnh cấm vào ngày 19 tháng 1 năm 1885. Cao tăng Raghubir Das đệ đơn kiện lên phó thẩm phán Faizabad. Pandit Harikishan xin cấp phép xây dựng một đền thờ tại chabootra này với kích thước 17 ft. x 21 ft., song đơn kiện bị bác bỏ. Một kháng cáo được nộp cho thẩm phán huyện Faizabad là Đại tá J.E.A. Chambiar, ông tiến hành kiểm tra địa điểm vào ngày 17 tháng 3 năm 1886 song bác bỏ kháng cáo. Một kháng cáo thứ nhì được đệ trình vào ngày 25 tháng 5 năm 1886, trước Ủy viên Tư pháp Awadh là W. Young, song cũng bị bác bỏ.
Thẩm phán huyện Faizabad trong kháng cáo của Mahant Raghubar Das đưa ra phán quyết vào ngày 18 tháng 3 năm 1886. Trong đó bác bỏ kháng cáo và chỉ ra hai điểm:
"Tôi thấy rằng Masjid được Hoàng đế Babur cho xây dựng nằm trên ranh giới của đô thị Ayodhya. Hết sức không may là Masjid lại được xây dựng trên vùng đất đặc biệt thiêng liêng đối với người Ấn Độ giáo, tuy nhiên do sự kiện đó đã xảy ra 358 năm trước đây, hiện là quá muộn để giải quyết khiếu nại. Tất cả những gì có thể thực hiện là duy trì nguyên trạng. Trong trường hợp này bất kỳ sáng kiến nào cũng sẽ gây ra nhiều thiệt hại và xáo trộn trật tự hơn là có lợi."
Trong "náo loạn công cộng" năm 1934, các bức tường quanh Masjid và một trong số các vòm của Masjid bị tổn hại. Chúng được Chính phủ Anh tái thiết.
Thánh đường cùng nghĩa địa phụ thuộc mang tên Ganj-e-Shaheedan Qabristan được đăng ký với số hiệu Waqf No. 26 Faizabad tại Ban Trung ương Sunni UP về Waqf (các thánh địa Hồi giáo) theo Đạo luật 1936. Tình trạng quấy rối người Hồi giáo trong giai đoạn này được ghi nhận trong hai báo cáo của thanh tra viên waqf là Mohammad Ibrahim, đề ngày 10 và ngày 23 tháng 12 năm 1949.
Nửa đêm ngày 22 tháng 12 năm 1949, khi các cảnh vệ đang ngủ, tượng của Rama và Sita được bí mật đưa vào trong thánh đường và dựng lên. Khi biết tin, Phó Thủ tướng Ấn Độ Vallabhbhai Patel trực tiếp chỉ thị Thủ hiến Govind Ballabh Pant và Bộ trưởng Nội vụ Lal Bahadur Shastri gỡ bỏ các tượng. Theo lệnh của Pant, Bí thư trưởng Bhagwan Sahay và Tổng thanh tra cảnh sát V.N. Lahiri lập tức chỉ thị đến Faizabad gỡ bỏ tượng. Tuy nhiên, K.K. Nayar lo ngại rằng người Ấn Độ giáo sẽ trả thù và biện hộ không thể thi hành lệnh. Cuộc bầu cử tại địa phương càng khiến vấn đề thêm phức tạp và không hành động nào được thực hiện.
Năm 1984, Vishwa Hindu Parishad (VHP) phát động một phong trào lớn nhằm mở cửa khóa cửa thánh đường, và đến năm 1985 chính phủ Rajiv Gandhi ra lệnh bỏ khóa của Ram Janmabhoomi-Babri Masjid tại Ayodhya. Trước thời điểm này, lễ Ấn Độ giáo duy nhất được cấp phép là các thầy tu Ấn Độ giáo tiến hành puja hàng năm cho các tượng tại đây. Sau quyết định, toàn bộ người Ấn Độ giáo được tiếp cận nơi mà họ cho là sinh quán của Rama, và thánh đường nhận một số chức năng của một đền thờ Ấn Độ giáo.
Căng thẳng xã hội trong khu vực xấu đi khi VHP được cấp phép thực hiện một shilanyas (lễ đặt đá) tại địa điểm tranh chấp trước tổng tuyển cử vào tháng 11 năm 1989. Một lãnh đạo cao cấp của BJP là LK Advani bắt đầu một cuộc hành hương kéo dài 10.000 km từ miền nam hướng đến Ayodhya.

## Báo cáo của Cơ quan khảo sát khảo cổ học Ấn Độ
Cơ quan khảo sát khảo cổ học Ấn Độ (ASI) tiến hành khai quật khảo cổ học trong các năm 1970, 1992 và 2003 trong và xung quanh địa điểm tranh chấp, kết quả cho thấy một tổ hợp Ấn Độ giáo lớn từng tồn tại trên địa điểm này.
Năm 2003, theo lệnh của tòa án, Cơ quan Khảo sát Khảo cổ học Ấn Độ được yêu cầu tiến hành một nghiên cứu kỹ lưỡng hơn và khai quật để xác định loại cấu trúc dưới đống gạch vụn. Tóm tắt báo cáo của ASI  thể hiện bằng chứng rõ ràng về một đền thờ bên dưới thánh đường Hồi giáo. Theo lời của các nhà nghiên cứu thuộc ASI, họ phát hiện "các điểm đặc biệt có liên hệ với... các đền thờ tại miền Bắc Ấn". Các cuộc khai quật mang lại: "đá và gạch trang trí cũng như tác phẩm điêu khắc bị khuyết của một đôi thần linh và các đặc điểm kiến trúc chạm khắc, bao gồm các mẫu hình lá, amalaka, kapotapali, doorjamb cùng trụ bổ tường đền hình bán nguyệt..."
Công tác khai quật bắt đầu vào ngày 12 tháng 3 năm 2003 trên vùng đất bị thu hồi theo lệnh của tòa án tối cao và kéo dài cho đến ngày 7 tháng 8 năm 2003, đội của ASI tiến hành 1360 phát hiện. Một tòa án gồm Thẩm phán S R Alam, Thẩm phán Bhanwar Singh và Thẩm phán Khemkaran, đã yêu cầu ASI trình báo cáo và theo lệnh, Cơ quan Khảo sát Khảo cổ học Ấn Độ trình báo cáo cuối cùng của họ lên tòa án tối cao Allahabad. Báo cáo dài 574 trang của ASI gồm các quan điểm, bản đồ và bản vẽ, được mở trước tòa án tối cao Allahabad. Báo cáo nói rằng tồn tại bằng chứng khảo cổ học về "một cấu trúc khổng lồ ngay bên dưới cấu trúc tranh chấp và bằng chứng về tính liên tục trong các hoạt động xây dựng từ thế kỷ 10 trở đi". Báo cáo của ASI nói rằng tồn tại bằng chứng đầy đủ về sự tồn tại của một cấu trúc khổng lồ và đồ sộ có kích thước tối thiểu 50x30 mét theo chiều bắc-nam và đông-tây ngay dưới cấu trúc tranh chấp. Báo cáo kết luận rằng cấu trúc tranh chấp được xây dựng ngay trên công trình đồ sộ này vào đầu thế kỷ 16.
Các nhóm Hồi giáo lập tức phản đối kết quả này.. Tuy nhiên, Tòa án Tối cao Allahabad giữ nguyên kết quả của ASI.

## Phá hủy
Ngày 6 tháng 12 năm 1992, tổ chức Rashtriya Swayamsevak Sangh và các hội mình của mình tổ chức một cuộc tập hợp gồm 150.000 kar sevaks (tình nguyện viên) Vishva Hindu Parishad (VHP) và Đảng Bharatiya Janata (BJP) tại địa điểm thánh đường. Các nghi thức gồm có phát biểu của các lãnh đạo BJP như Advani, Murli Manohar Joshi và Uma Bharti. Trong vài giờ đầu của cuộc tập hợp, đám đông dần trở nên hiếu động hơn, và bắt đầu dâng các biểu ngữ chiến đấu. Một hàng rào cảnh sát được triển khai quanh thánh đường để chuẩn bị cho khả năng bị tấn công. Tuy nhiên, đến khoảng buổi chiều, một nam thanh niên vượt qua được hàng rào và trèo lên thánh đường, khua một cờ màu nghệ. Hành động này được đám đông xem là một tín hiệu, sau đó họ xông vào cấu trúc. Hàng rào cảnh sát bị áp đảo lớn về số lượng và không chuẩn bị cho quy mô tấn công lớn, do vậy họ triệt thoái. Đám đông dùng rìu, búa, móc để phá công trình, và trong vòng vài giờ, toàn bộ thánh đường bị san phẳng. Người Ấn Độ giáo cũng phá hủy nhiều thánh đường Hồi giáo khác trong thị trấn.
Một báo cáo năm 2009 của Thẩm phán Manmohan Singh Liberhan tìm ra 68 người chịu trách nhiệm cho việc phá hủy Masjid, hầu hết là các nhà lãnh đạo trong BJP. Trong số đó có Vajpayee, Advani, Joshi và Vijay Raje Scindia. Kalyan Singh đương thời là Thủ hiến Uttar Pradesh cũng phải đối diện với chỉ trích dữ dội trong báo cáo. Liberhan viết rằng ông ta bố trí các quan chức và sĩ quan cảnh sát đến Ayodhya, những người này sau đó giữ im lặng trong quá trình phá hủy thánh đường. Một sĩ quan cảnh sát tên Anju Gupta, chịu trách nhiệm về an toàn của Advani trong ngày hôm đó, nói rằng Advani và Joshi có các phát biểu góp phần kích động hành vi của đám đông. Báo cáo ghi chú rằng đương thời một số nhà lãnh đạo trong BJP đã "yêu cầu yếu ớt các kar sevak đi xuống... hoặc là nghiêm túc hoặc là để lợi dụng truyền thông". Không có lời kêu gọi nào rằng các Kar Sevak không tiến vào thánh địa hay không phá hủy cấu trúc. Báo cáo ghi chú "hành động có lựa chọn này của bản thân các nhà lãnh đạo nói lên mục đích ẩn chứa của họ là nhằm thực hiện phá hủy cấu trúc tranh chấp." Báo cáo cho rằng "các biểu tượng của phong trào hiện nay [ngày hôm đó]... có thể dễ dàng... ngăn chặn việc phá hủy."
Trong một cuốn sách vào năm 2005, cựu đồng giám đốc Cơ quan tình báo (IB) Maloy Krishna Dhar tuyên bố rằng việc phá hủy Thánh đường Babri được các nhà lãnh đạo RSS, BJP và VHP lên kế hoạch 10 tháng trước và đặt câu hỏi về cách thức mà Thủ tướng P. V. Narasimha Rao xử lý vấn đề. Dhar cho rằng mình chỉ đạo theo dõi một hội nghị chủ chốt của BJP/Sangh Parivar và rằng hội nghị "chứng minh nghi ngờ rằng họ (RSS, BJP, VHP) phác thảo kế hoạch cuộc tấn công trong các tháng tới và dàn dựng ‘pralaya nritya’ (vũ điệu tàn phá) tại Ayodhya trong tháng 12 năm 1992. Các lãnh đạo của RSS, BJP, VHP và Bajrang Dal hiện diện trong hội nghị đều đồng ý hành động có phối hợp tốt." Ông tuyên bố rằng băng của hội nghị được ông đích thân trao cho cấp trên, xác nhận rằng ông không nghi ngờ về việc cấp trên đã chia sẻ nội dung với Thủ tướng (Rao) và Bộ trưởng Nội vụ (S B Chavan). Tác giả cho rằng đã có thỏa thuận im lặng, theo đó Ayodhya cung cấp "một cơ hội độc nhất để đưa làn sóng Hindutva lên đỉnh cao nhằm thu được lợi ích chính trị."

## Hậu quả
Việc phá hủy Thánh đường Babri và một số thánh đường khác trong ngày 6 tháng 12 khiến người Hồi giáo toàn Ấn Độ phẫn nộ, kích động nhiều tháng náo loạn giữa các cộng đồng khi người Ấn Độ giáo và Hồi giáo tấn công nhau, đốt cháy và cướp phá nhà cửa, cửa hàng và địa điểm thờ tự của nhau. Một vài nhà lãnh đạo trong BJP bị bắt giam, và chính phủ cấm chỉ VHP hoạt động trong thời gian ngắn. Tuy vậy, các cuộc náo loạn tiếp theo lan đến các thành phố như Mumbai, Surat, Ahmedabad, Kanpur, Delhi và các nơi khác, kết quả là trên 2.000 người thiệt mạng, chủ yếu là người Hồi giáo. Chỉ riêng náo loạn tại Mumbai trong tháng 12 năm 1992 và tháng 1 năm 1993, với vai trò quan trọng của Shiv Sena, đã khiến cho khoảng 900 người thiệt mạng, ước tính tổn thất về tài sản là khoảng 90 tỷ Rupee ($3,6 tỷ). Hành động phá hủy cùng các náo loạn tiếp sau nằm trong các yếu tố chính đằng sau đánh bom Bombay 1993 và nhiều náo loạn tiếp theo trong thập niên sau. Các tổ chức Jihad như Mujahideen Ấn Độ dẫn việc phá hủy Thánh đường Babri làm cớ cho các hành động tấn công khủng bố của họ.
Chính phủ một số nước láng giếng chỉ trích Chính phủ Ấn Độ không ngăn chặn được hành động phá hủy và bạo lực cộng đồng sau đó. Cũng có các cuộc tấn công trả thù người Ấn Độ giáo tại Pakistan và Bangladesh.
Ngày 16 tháng 12 năm 1992, Bộ Nội vụ Ấn Độ cho lập Ủy ban Liberhan nhằm điều tra việc phá hủy Thánh đường, dưới quyền của cựu thẩm phán tòa án tối cao M. S. Liberhan. Sau tổng cộng có 399 phiên họp trải dài trong 16 năm, Ủy ban cuối cùng đệ trình báo cáo dài 1.029 trang lên Thủ tướng Manmohan Singh vào ngày 30 tháng 6 năm 2009. Theo báo cáo, sự kiện ngày 6 tháng 12 năm 1992 tại Ayodhya "không phải tự phát hay không có kế hoạch".

## Trong văn hóa
Tiểu thuyết tiếng Bengal Lajja năm 1993 của nhà văn Bangladesh Taslima Nasrin liên quan đến đàn áp người Ấn Độ giáo tại Bangladesh trong những ngày sau khi thánh đường Babri bị phá hủy. Sau khi được phát hành, tác giả nhận được đe dọa bị giết tại nước của bà, và sống lưu vong kể từ đó.
Các sự kiện xảy ra sau khi phá hủy thánh đường và các vụ náo loạn là bộ phận quan trọng trong tình thiết của các phim Bombay (1995), Daivanamathil (2005), cả hai đều thắng giải Nargis Dutt cho phim hay nhất về hợp nhất quốc gia tại Giải thưởng phim Quốc gia Ấn Độ; Naseem (1995), Striker (2010), và cũng được đề cập trong Slumdog Millionaire (2008). Hình ảnh truyền hình về việc phá hủy thánh đường được thể hiện trong một đoạn và được cho là nguyên nhân khiến náo loạn cộng đồng sau đó và đánh bom Bombay năm 1993 trong phim Black Friday (2004).

## Phán quyết tòa án 2010
Một vụ kiện về quyền sở hữu đất được đệ trình tại Tòa án tối cao Allahabad, phán quyết được tuyên vào ngày 30 tháng 9 năm 2010. Trong phán quyết của mình, ba thẩm phán của Tòa án cho rằng lô đất diện tích 2,77 mẫu Anh (1,12 ha) tại Ayodhya được phân thành 3 phần, 1/3 dành cho Rama do Hindu Maha Sabha làm đại diện để xây đền thờ Rama, 1/3 cho Ủy ban Waqf Sunni Hồi giáo và 1/3 cho một giáo phái Ấn Độ giáo là Nirmohi Akhara. Dù tòa án với ba thẩm phán không nhất trí rằng cấu trúc tranh chấp được xây dựng sau khi phá hủy một đền thờ, song đồng thuận rằng một đền thờ hoặc một cấu trúc đền thờ tồn tại trước thánh đường Hồi giáo tại cùng địa điểm. Các cuộc khai quật của Cơ quan Khảo sát Khảo cổ học Ấn Độ được sử dụng nhiều làm bằng chứng trước tòa rằng cấu trúc trước đó là một công trình tôn giáo Ấn Độ giáo đồ sộ.

### Bibliography
- Ratnagar, Shereen (2004). "Archaeology at the Heart of a Political Confrontation: The Case of Ayodhya". Current Anthropology. Quyển 45(2). tr. 239–259.